# Västeråsflyna
Västeråsflyna är en sjö i Hällefors kommun i Västmanland och ingår i Göta älvs huvudavrinningsområde. Västeråsflyna ligger i Västeråsmossen Natura 2000-område.